# Cătălina Ponor
Pour les articles homonymes, voir Ponor (homonymie).
Cătălina Ponor est une gymnaste artistique née le 20 août 1987 à Constanța en Roumanie.
Ses spécialités sont la poutre et le sol.

## Biographie
Elle commence la gymnastique très tôt (vers 1 an et demi) au club de Farul Constanța et à 4 ans elle entre dans le groupe espoir. En 2002, à son entrée dans l'enseignement secondaire, elle intègre le centre d'entraînement national de Roumanie à Deva et est entrainée par Octavian Belu et Mariana Bitang.
En 2003, elle obtient 3 médailles d'argent aux Championnats du monde 2003 à Anaheim, (États-Unis) en équipe, au sol et à la poutre.
En 2004, c'est une année faste pour elle. Elle décroche d'abord 3 médailles d'or aux Championnats d'Europe à Amsterdam par équipe, au sol et à la poutre. Ensuite, leader de l'équipe de Roumanie, elle décroche 3 médailles d'or aux Jeux olympiques à Athènes : par équipe, à la poutre (avec une note de 9.787) et au sol (avec une note de 9.750).
En 2005, aux Championnats d'Europe 2005 à Debrecen, elle redevient championne d'Europe à la poutre avec une note de 9.737 et ne se place que 4e au sol avec une note de 9.200. Au cours de l'été, un scandale éclate en Roumanie, Ponor et deux de ses coéquipières se font surprendre en pleine nuit en train de quitter le centre d'entraînement de Deva pour aller faire la fête à Bucarest. L'entraîneur Octavian Belu est contraint de démissionner et Cătălina Ponor retourne dans son club de Farul Constanța pour s'entraîner avec Matei Stanei. Puis, lors des Championnats du monde 2005 à Melbourne, elle obtient la médaille de bronze à la poutre avec la note de 9.500 et ne se qualifie pas pour la finale au sol.
En 2006, aux Championnats d'Europe à Volos, elle devient pour la 3e année consécutive championne d'Europe à la poutre avec la note de 15.800, et obtient également une médaille d'argent par équipe et une médaille de bronze au sol. Lors de la Coupe du monde 2006 à Birmingham, elle remporte la médaille d'or à la poutre avec 9.725 et la médaille d'argent au sol avec 9.625.
En novembre 2007, à seulement 20 ans, Cătălina Ponor décide de mettre un terme à sa carrière. Finalement, à 24 ans, elle fait son retour aux Championnats du monde de gymnastique artistique 2011 de Tokyo et décide de se préparer pour les Jeux olympiques de Londres.
En 2012, elle participe aux championnats d'Europe à Bruxelles, où elle remporte la médaille d'or par équipe et à la poutre. Aux Jeux olympiques d'été de 2012 à Londres, elle remporte la médaille de bronze du concours général par équipes avec Sandra Izbașa, Diana Bulimar, Diana Chelaru et Larisa Iordache, puis une médaille d'argent individuelle au sol.
Elle est la seule gymnaste roumaine sélectionnée pour les Jeux olympiques 2016 à Rio où elle est d'ailleurs porte-drapeau de la délégation roumaine. Elle se qualifie pour la finale de la poutre, où elle termine à la 7e place alors qu'elle était 5e en qualifications. En revanche, elle n'atteint pas la finale en sol, finissant 14e des qualifications.
Elle annonce sa retraite officielle en 2018.

## Palmarès

### Jeux olympiques
- Athènes 2004

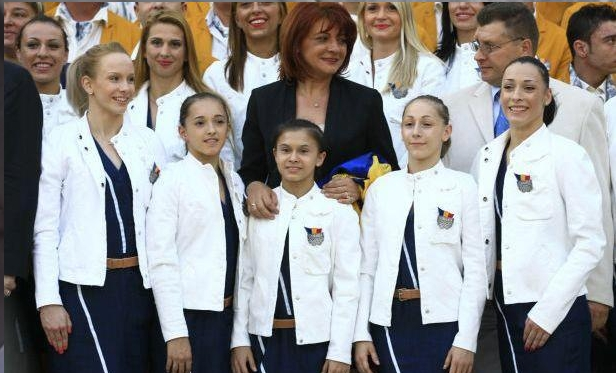
Cătălina Ponor (à droite) avec l'équipe roumaine lors des Jeux olympiques de 2012.

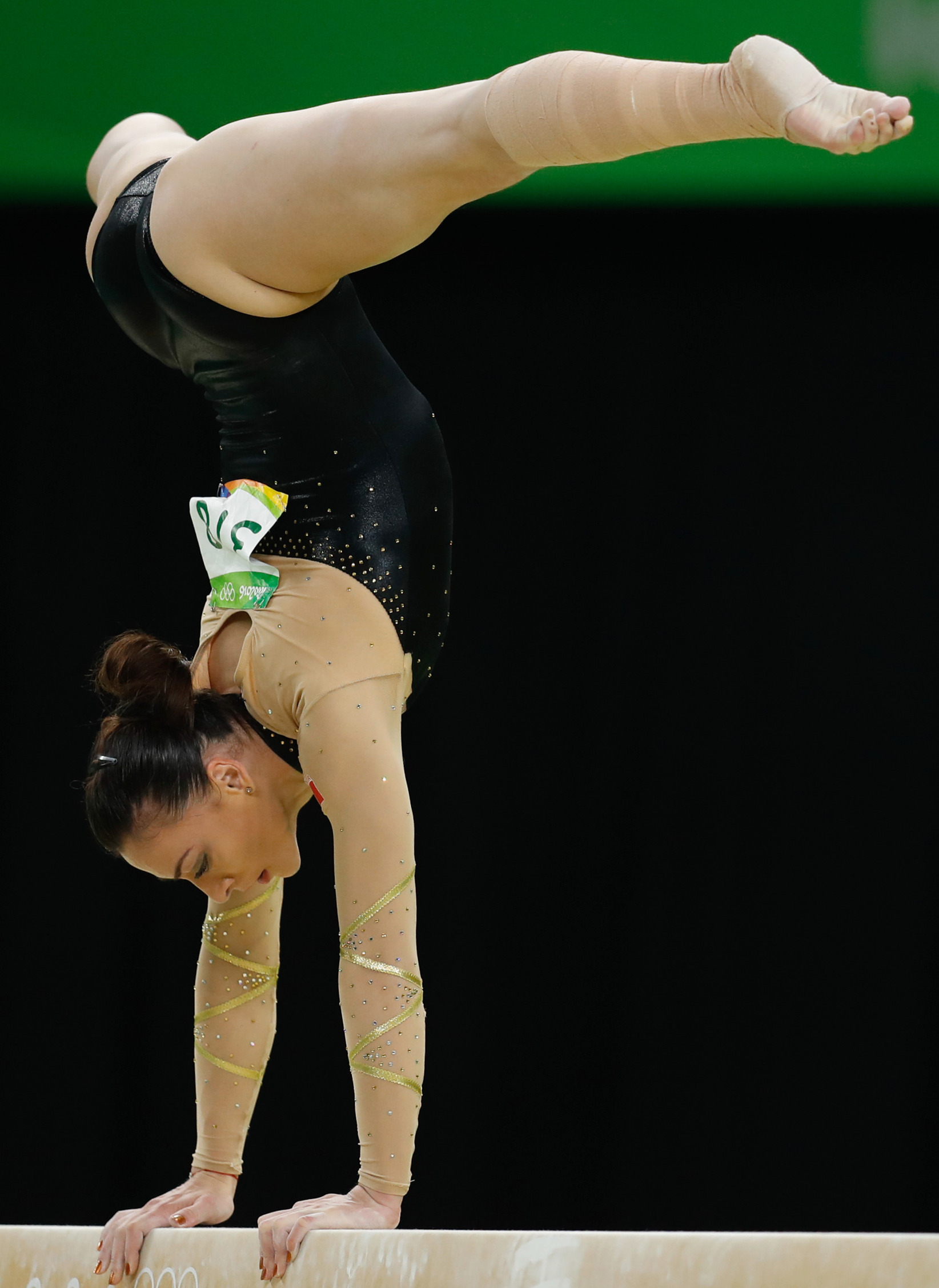
Cătălina Ponor à la poutre lors des Jeux olympiques de 2016.

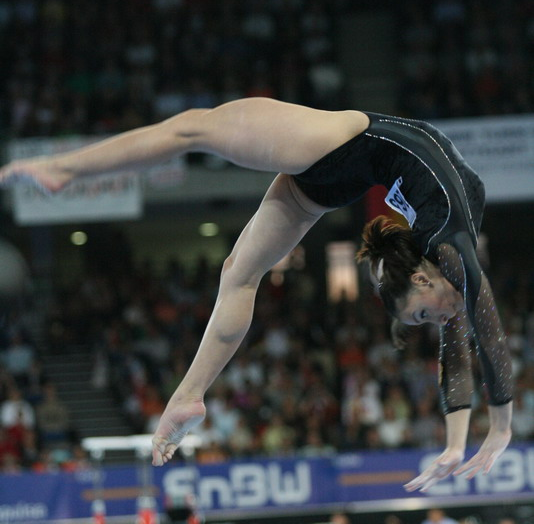
Cătălina Ponor à la poutre lors des Championnats du monde de 2007.

  -  médaille d'or au concours par équipes
  -  médaille d'or à la poutre
  -  médaille d'or au sol

- Londres 2012
  -  médaille d'argent au sol
  -  médaille de bronze au concours par équipes
  - 4e à la poutre

- Rio de Janeiro 2016
  - 7e à la poutre

### Championnats du monde
- Anaheim 2003
  -  médaille d'argent au concours par équipes
  -  médaille d'argent au sol
  -  médaille d'argent à la poutre

- Melbourne 2005
  -  médaille de bronze à la poutre

- Stuttgart 2007
  -  médaille de bronze au concours par équipes
  -  médaille de bronze à la poutre

### Championnats d'Europe
- Amsterdam 2004
  -  médaille d'or par équipes
  -  médaille d'or à la poutre
  -  médaille d'or au sol

- Debrecen 2005
  -  médaille d'or à la poutre
  - 4e au sol

- Volos 2006
  -  médaille d'or à la poutre
  -  médaille d'argent au concours par équipes
  -  médaille de bronze au sol

- Bruxelles 2012
  -  médaille d'or au concours par équipes
  -  médaille d'or à la poutre
  -  médaille d'argent au sol

- Berne 2016
  -  médaille de bronze à la poutre
  -  médaille de bronze au sol

- Cluj-Napoca 2017
  -  médaille d'or à la poutre

### Coupe du monde
- Coupe du monde 2006 à Birmingham,  Angleterre
  -  médaille d'or à la poutre
  -  médaille d'argent au sol
- Coupe du monde 2016 à Doha,  Qatar
  -  médaille d'or à la poutre
- Coupe du monde 2017 à Bakou,  Azerbaïdjan
  -  médaille d'or à la poutre
  -  médaille d'or au sol
- Coupe du monde 2018 à Doha,  Qatar
  -  médaille d'argent à la poutre

### Divers
- 2ème du Tournoi des Maîtres de Cottbus au sol en 2004